# Děněžkinův kámen (přírodní rezervace)
Přírodní rezervace Děnežkinský kámen nebo Děněžkinův kámen (oficiálně rusky Государственное учреждение «Государственный природный заповедник „Денежкин Камень“») je přírodní rezervace v Rusku v oblasti hory Děněžkinův kámen, podle které je zvláště chráněné území pojmenováno. Hora Děněžkinův kámen (v knize Географический и статистический словарь Пермской губернии z roku 1878 je uváděná pod názvem „Денежкинскіе камешки“) je se svými 1 492 metry nadmořské výšky jedním z nejvyšších bodů pohoří Ural. Oblast se rozkládá v Severním Uralu, asi 400 kilometrů severně od Jekatěrinburgu, na území města Severouralsku v nejsevernější části Sverdlovské oblasti. Celá rezervace je pokryta boreálními (severskými) jehličnatými lesy, rozsáhlými mokřady, rašeliništi i bažinami.

## Historie
První myšlenky na ochranu území kolem Děnežkinského kamene přišly již brzy po druhé světové válce, v roce 1945. Zřídit zde nynější dvě rezervace (tuto a Visimskou) přijeli z Moskvy Sergej Turov a Alexandr Protopopov. Návrhů na velikost území bylo několik – nejambicióznější z nich plánoval s jižní hranicí u řeky Vagran, a severní u Ivdelu. Plány byly realizovány v roce 1946, a to u obou rezervací.

## Podnebí

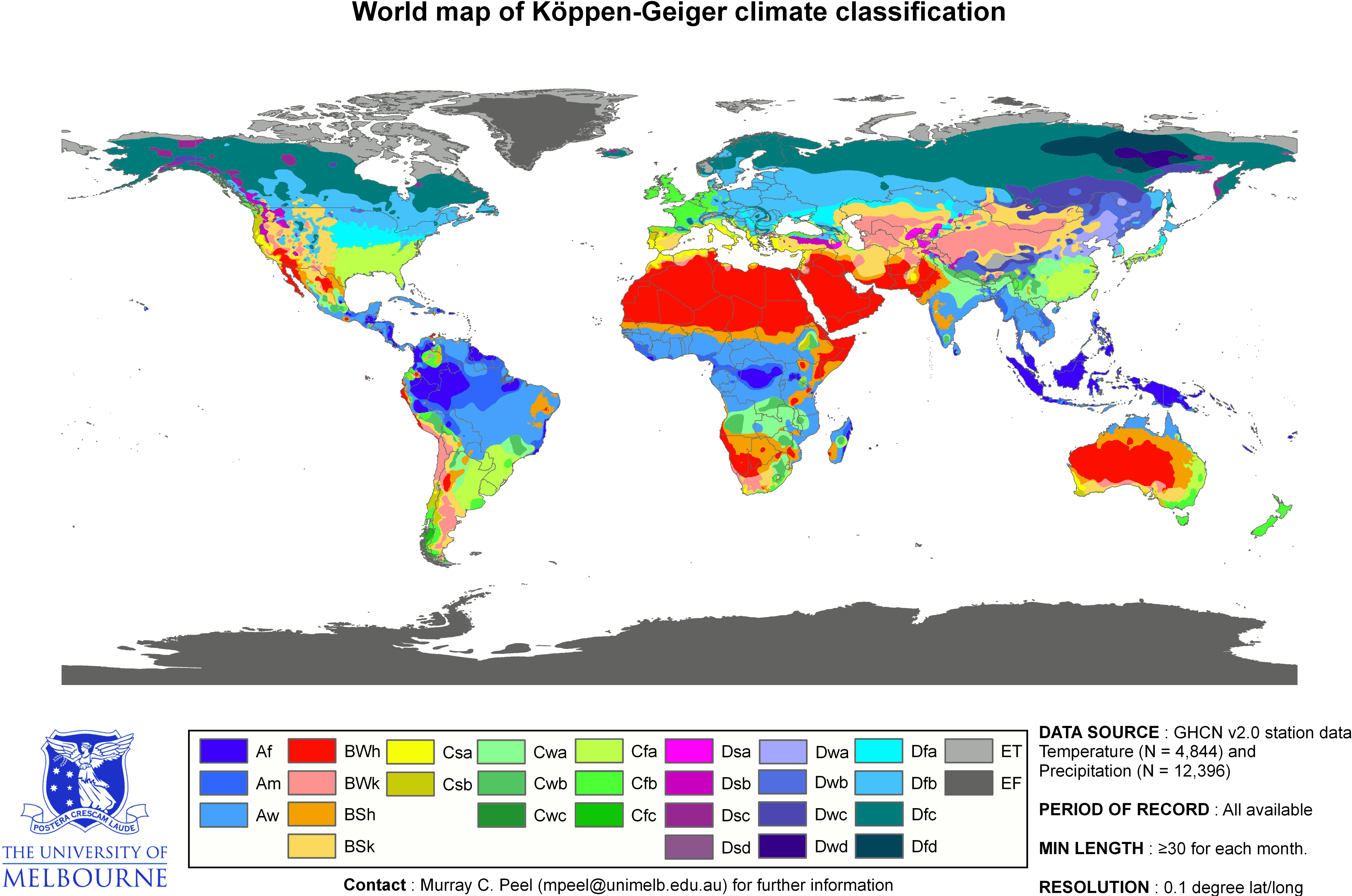
Köppen-Geigerova klimatická mapa

Děněžkinský kámen se rozkládá v ekoregionu západosibiřské tajgy. Je zde subpolární podnebí, dle Köppenovy klasifikace podnebí se nachází v kategorii Dfc. Toto podnebí se vyznačuje mírnými léty (s pouze jedním až třemi měsíci nad 10 °C) a chladnými, zasněženými zimami. Průměrná teplota je zde v lednu –20,3 °C, v červenci 12,9 °C.

## Fauna a flora
V rezervaci se vyskytují tři rostlinné vegetační stupně: tajga, subalpínský stupeň (750 – 850 m n. m.) a pásmo hor bez vegetace (nad 1000–1200 metrů). Pod nezarostlými horskými pásmy se nachází lesy typické pro severozápadní sibiřskou tajgu: ze 38 % jehličnaté smrkovo-borovicovo-jedlové lesy, z 12 % borové lesy (hlavně ve východní a jižní části rezervace) a z 35 % lesy smíšené. V bylinném patře jsou běžné keře jako jsou jeřáb či malina.

## Turistika a přístupnost oblasti
Přírodní rezervace Děněžkinský kámen je se svou kategorií ochrany Ia pro veřejnost uzavřena. Výjimku si mohou vyjednat s ředitelstvím parku vědci a zájemci o „ekologickou výuku”. V rezervaci jsou dvě turistické trasy, obě však vyžadují, aby si návštěvníci předem vyžádali povolení.

#### Výuková témata
- Chráněná území Ruské federace
- Přírodní rezervace Děněžkinský kámen – Historie, cíle, ekosystémy
- Metody ekologie na polích
- Lidská společnost
- Ekosystémy severního Uralu
- Požáry v lesích
- Květiny[4]

## Galerie

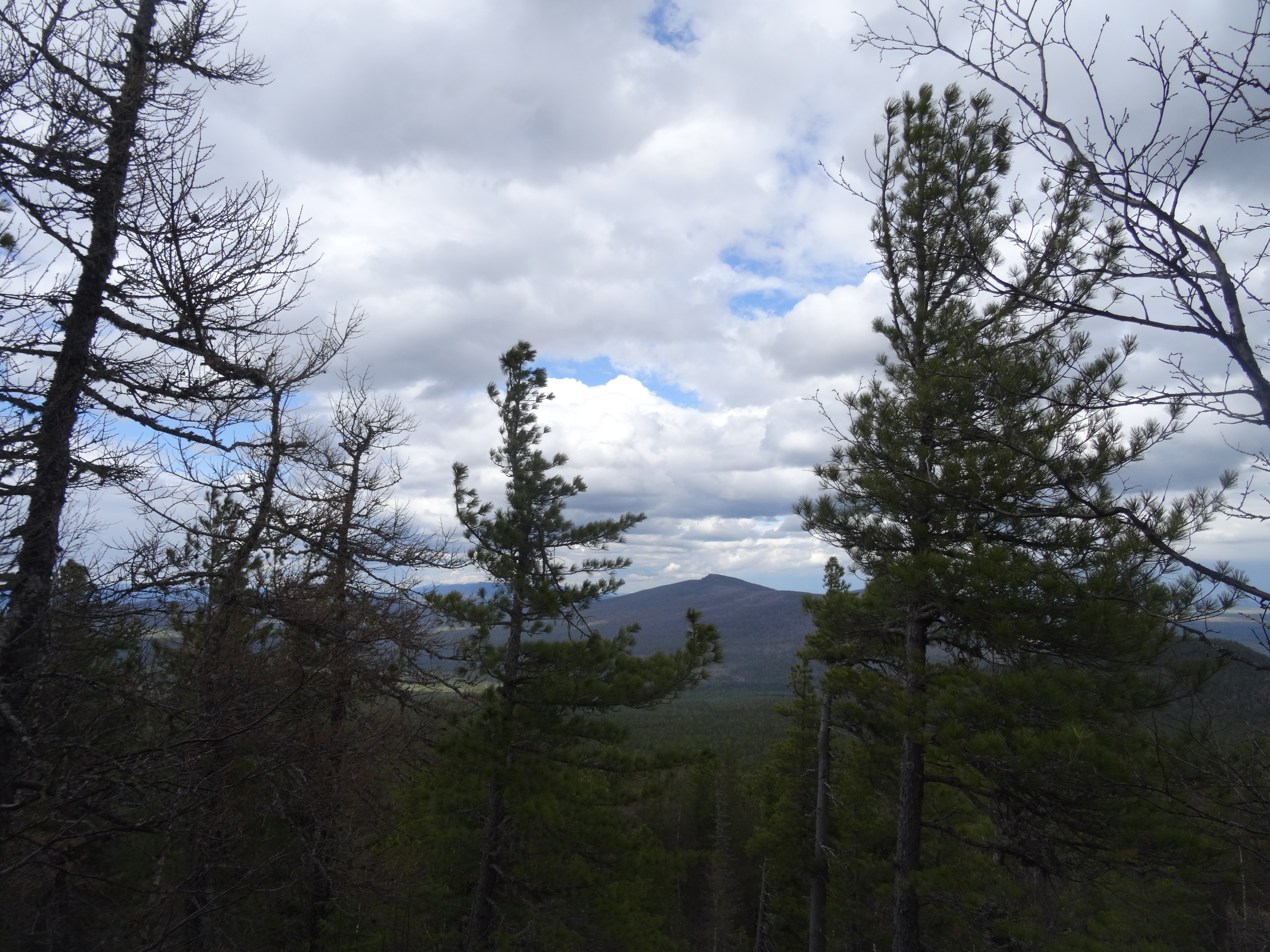
Pohled ze svahu hory Děněžkinův kámen
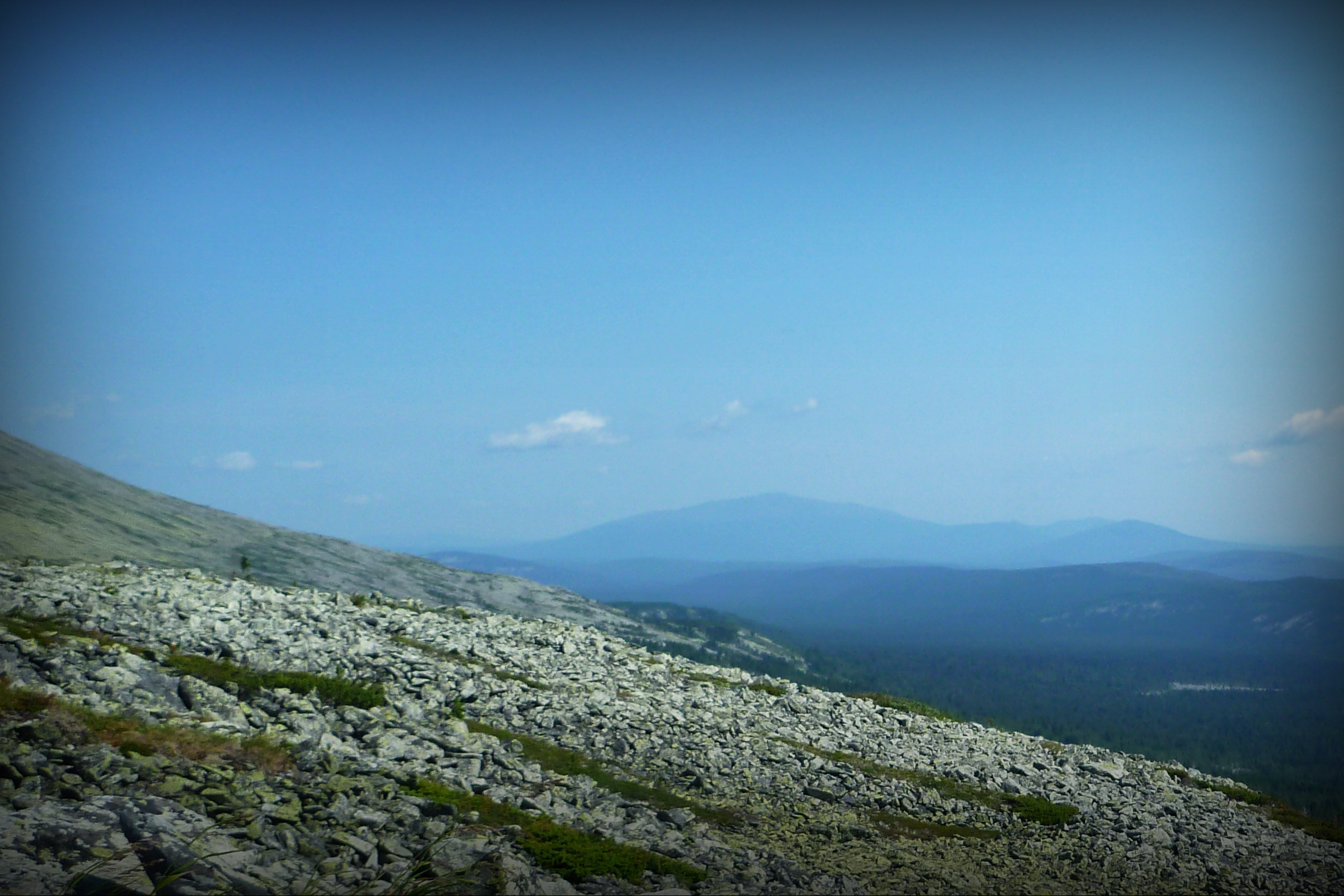
Děněžkinův kámen z výšky 981 metrů
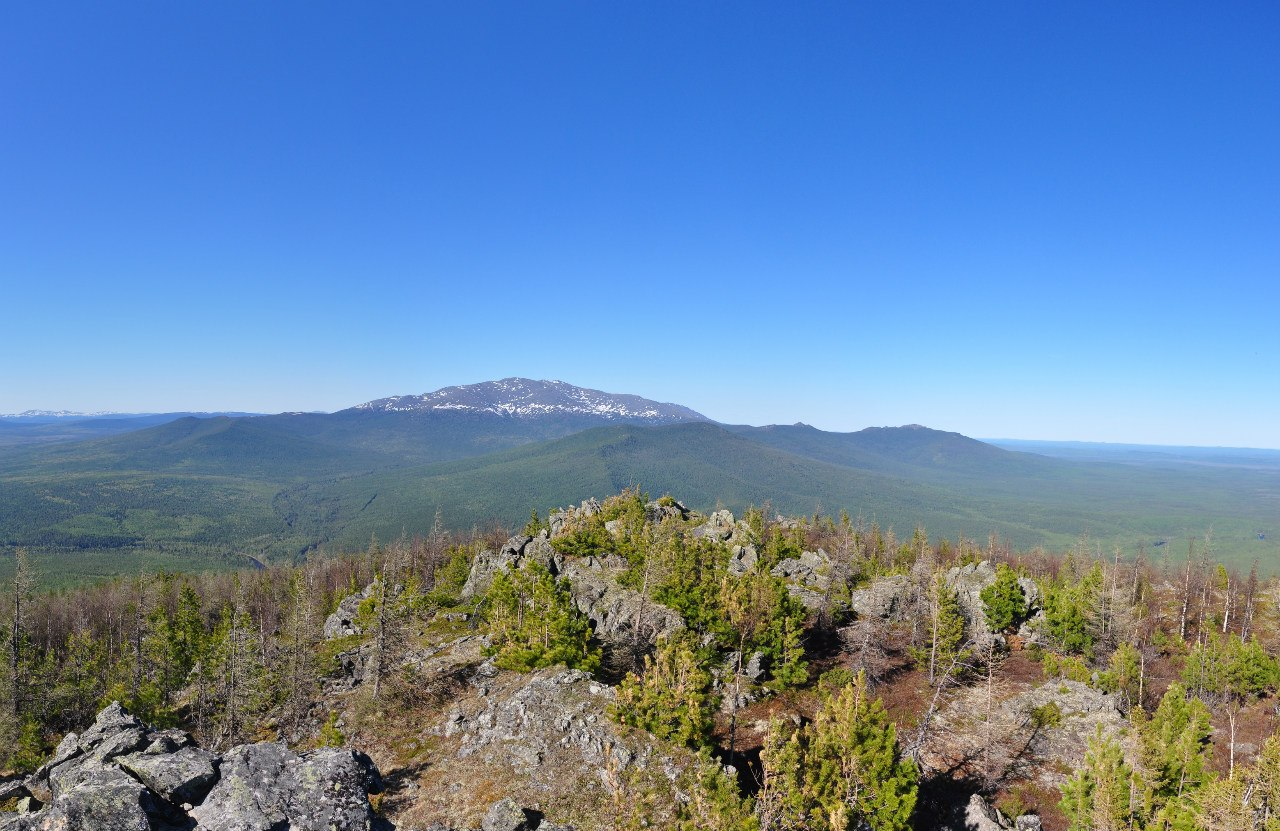
Děněžkinův kámen, foceno z hory Lysaya
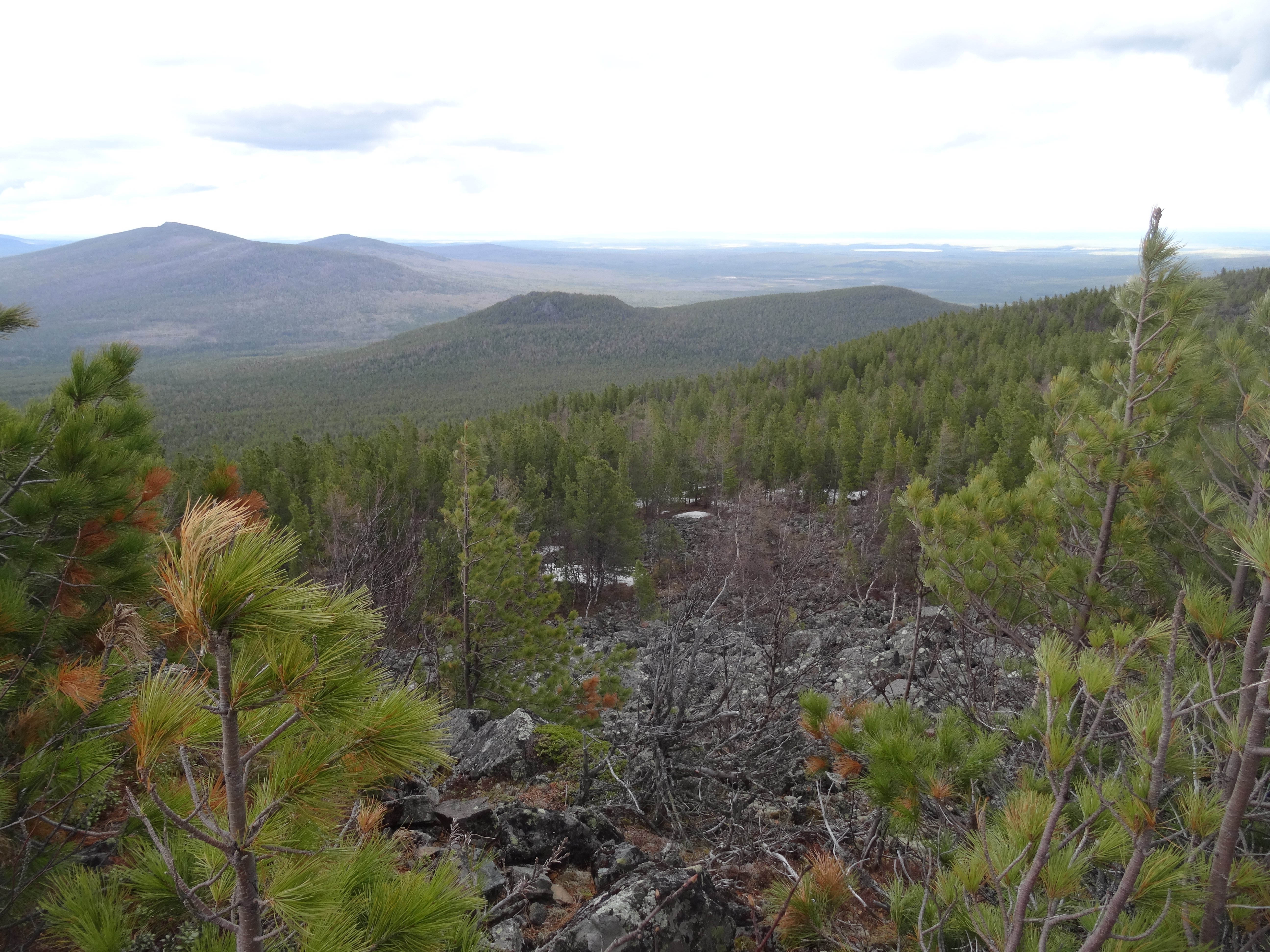
Svah hory Děněžkinův kámen
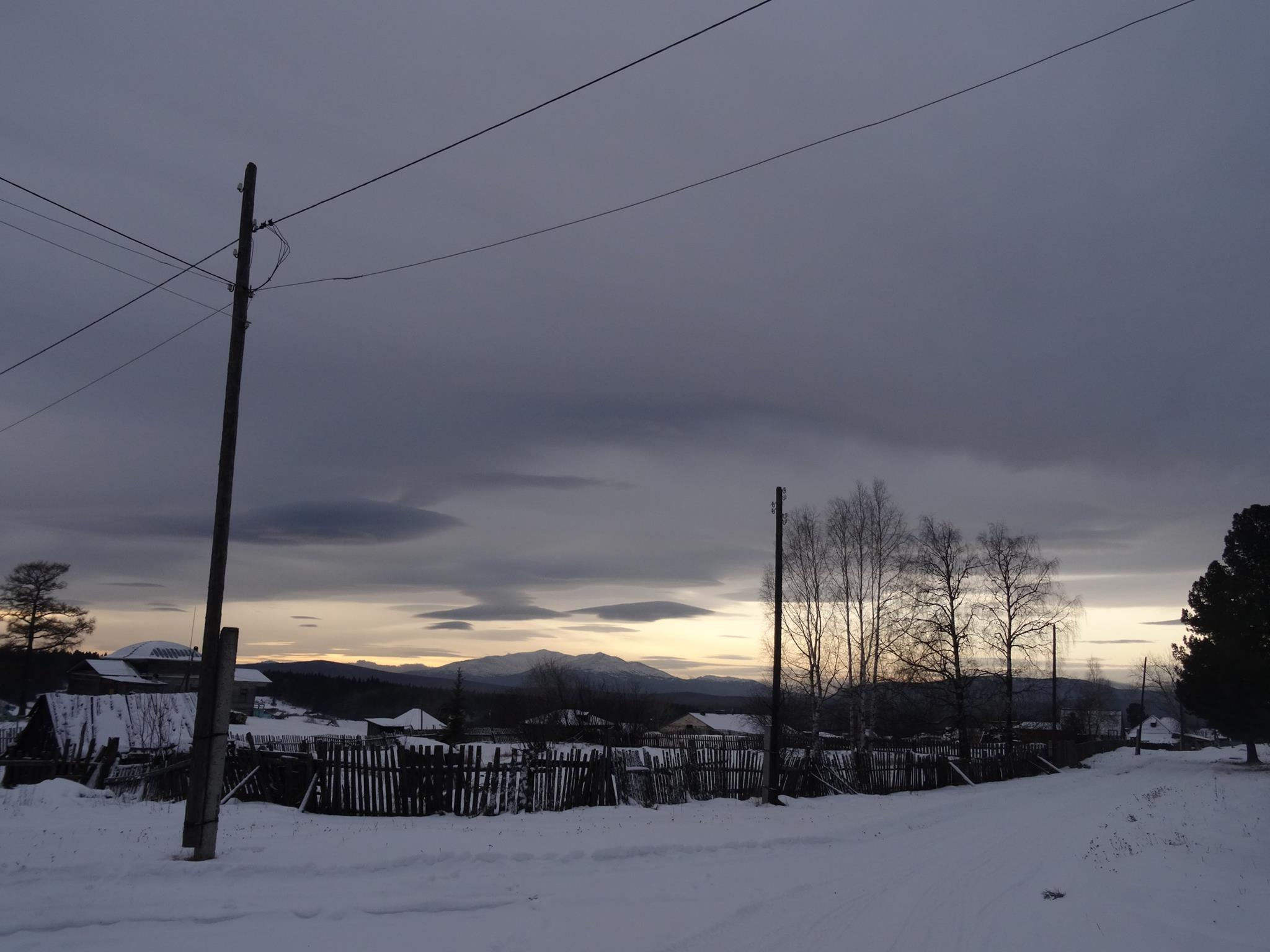
Děněžkinův kámen, foceno z vesnice Vsevolodo-Blagodatskoje